# Ambrosius van Horne

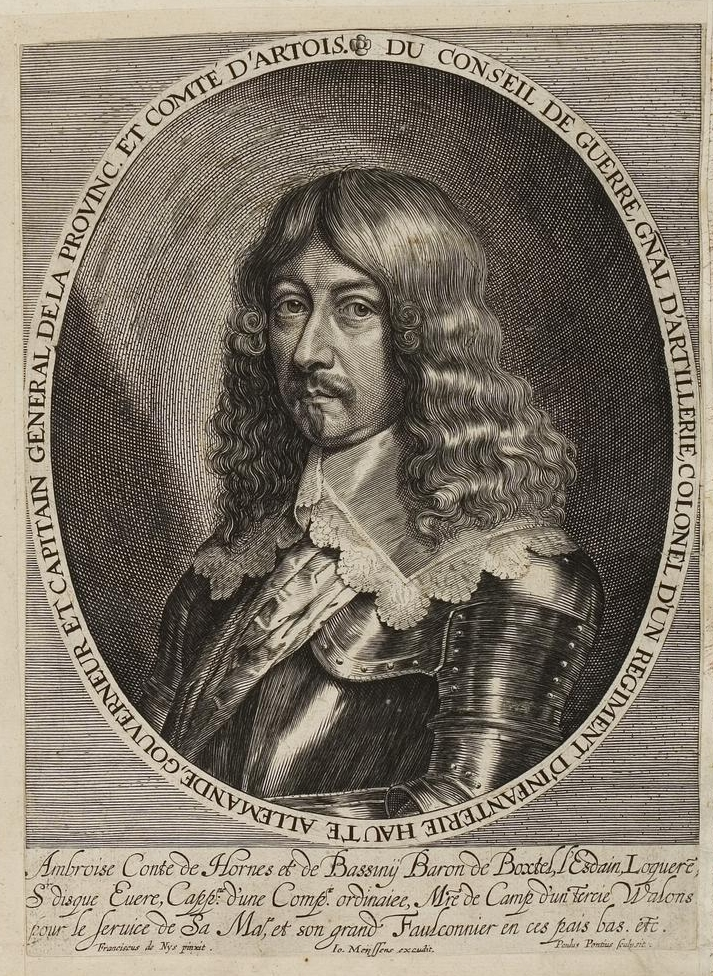
Ambrosius van Horne

Ambrosius van Horne (1609-26 september 1656) was de tweede graaf van Baucigny en heer van Boxtel en Liempde.
Hij was de zoon van Gerard van Horne (1560-1612) en Honorine van Wittem. In 1630 trouwde hij met Margaretha van Bailleul en uit dit huwelijk kwamen de volgende kinderen voort:
- Eugène van Horne (1631-1709)
- Filips Albert van Horne (1633-1680)
- Maria Madeleine van Horne (1634-1705)
- Clara van Horne (1636-1689)
- Honoria van Horne (1637-1694)
- Angeline (1639-1693)
- Albert van Horne (1647-1666)
- Ambrosius Augustus van Horne (1648-1692)

Margaretha was vrouwe van Lesdain en Estréelles, 
en eredame van aartshertogin Isabella.
Ambrosius werd in 1618 heer van Boxtel en Liempde, en tevens was hij graaf van Baucigny. Ook noemde hij zich graaf van Horne, maar hij bezat dit graafschap niet. Voorts was hij heer van Overijse en in het bezit van het Hotel van Horne in Brussel.
Hij had een functie in het leger van de Spaanse koning, terwijl 's-Hertogenbosch al in 1629 door de Staatse troepen bij een groots opgezette belegering was ingenomen. Daarom probeerde hij voor Boxtel een uitzonderingspositie te claimen, met een beroep op de vroegere onderhorigheid aan de Duitse keizer.
Ambrosius hield van jacht en valkerij. In 1646 werd hij door koning Filips IV van Spanje benoemd tot grootkamerheer der Nederlanden en tot generaal der artillerie.
Na hun dood werden Margaretha en Ambrosius bijgezet in het familiegraf te Overijse.
Ambrosius werd opgevolgd door zijn zoon Eugène van Horne.
- Gemeinsame Normdatei: 1015750656
- Virtual International Authority File: 187433501